# Max Breunig
Pour les articles homonymes, voir Breunig.
Max Breunig (né le 12 novembre 1888 à Karlsruhe et mort le 4 juillet 1961 à Pforzheim) est un footballeur et entraîneur allemand. 

## Biographie
Jouant défenseur ou milieu, Max Breunig est international allemand à 9 reprises (1910-1913) pour un but.
Il participe aux Jeux olympiques de 1912, où il ne joue qu'un seul match sur les trois, contre l'Autriche où il est titulaire. L'Allemagne termine septième sur onze.
Il joue dans deux clubs : le Karlsruher FV et le 1. FC Pforzheim. Il remporte le championnat allemand en 1910 avec Karlsruher FV.
Il entame ensuite une carrière d'entraîneur : il commence dans le club de ses débuts pendant une saison, remportant des titres régionaux, puis une saison au FC Bâle, sans rien remporter. Il termine sa carrière au TSV Munich 1860 (1925-1928 et 1930-1934), sans rien remporter, terminant finaliste du championnat allemand en 1931, battu par le Hertha BSC Berlin.

## Clubs

### En tant que joueur
- 1908-1912 :  Karlsruher FV
- 1912-1918 :  1. FC Pforzheim

### En tant qu'entraîneur
- 1921-1922 :  Karlsruher FV
- 1922-1923 :  FC Bâle
- 1925-1928 :  TSV Munich 1860
- 1930-1934 :  TSV Munich 1860

## Palmarès

### En tant que joueur
- Championnat d'Allemagne de football

- - Champion en 1910
  - Vice-champion en 1912
- Süddeutsche Meisterschaft
  - Champion en 1910, en 1911 et en 1912

### En tant qu'entraîneur
- Kreisliga Südwest
  - Champion en 1922
- Championnat de Bade-Württemberg de football
  - Vice-champion en 1922
- Championnat d'Allemagne de football
  - Vice-champion en 1931
- Gauliga Bayern
  - Vice-champion en 1934